# トゥルー・カラーズ (シンディ・ローパーのアルバム)
『トゥルー・カラーズ』（True Colors）は、アメリカ合衆国の歌手、シンディ・ローパーが1986年に発表した2作目のスタジオ・アルバム。

## 背景
「メイビー・ヒール・ノウ」は、かつてローパーが在籍していたバンド「ブルー・エンジェル」のアルバム『Blue Angel』（1980年）収録曲のリメイクである。本作のヴァージョンにはビリー・ジョエルがゲスト参加しており、ジョエルは自身のアルバム『ザ・ブリッジ』の収録曲「コード・オブ・サイレンス」のソングライティングとバッキング・ボーカルにローパーが貢献した返礼として、本作に参加したという。
「ホワッツ・ゴーイン・オン」はマーヴィン・ゲイのカヴァーで、エイドリアン・ブリューがギターとアレンジで参加した。「アイコ・アイコ」は、ディキシー・カップス等の歌唱で知られる曲のカヴァーである。
「トゥルー・カラーズ」は、既にマドンナの「ライク・ア・ヴァージン」等を手がけたソングライター・コンビ、トム・ケリーとビリー・スタインバーグが書き下ろした曲で、本作が初出の曲としては唯一、ローパーがソングライティングに関与していない。なお、タイトル曲のシングルB面曲「Heading for the Moon」は、本作のオリジナルLPには収録されなかったが、2021年に配信された本作の「35周年記念デジタル・エクスパンデッド・エディション」にボーナス・トラックとして追加された。

## 反響
アメリカでは1986年11月15日付のBillboard 200で最高4位を記録し、その後も売り上げを伸ばして、1994年11月にはRIAAによりダブル・プラチナの認定を受けた。日本初回盤LP (28・3P-760)はオリコンLPチャートで25週トップ100入りし、最高2位を記録したが、累計売上は前作『N.Y.ダンステリア』を下回った。ニュージーランドでは1986年10月5日付のアルバム・チャートで初登場10位となり、同年10月26日に最高3位を記録して、25週連続でトップ50入りした。

## 評価
第29回グラミー賞では、収録曲「トゥルー・カラーズ」が最優秀ポップ・ボーカル・パフォーマンス賞（女性）に、「911」が最優秀ロック・ボーカル・パフォーマンス賞（女性）にノミネートされた。Eugene Chadbourneはオールミュージックにおいて5点満点中3.5点を付け「非常に野心的なアルバムで、"What's Going On"の実に愛らしいカヴァーに見られるように、幾つかの音楽的な背伸びが結実している」と評している。

## 収録曲
1. チェンジ・オブ・ハート - "Change of Heart" (Essra Mohawk / Additional lyrics by Cyndi Lauper) – 4:24
2. メイビー・ヒール・ノウ - "Maybe He'll Know" (C. Lauper, John Turi) – 4:27
3. ボーイ・ブルー - "Boy Blue" (C. Lauper, Stephen Broughton Lunt, Jeff Bova) – 4:46
4. トゥルー・カラーズ - "True Colors" (Tom Kelly, Billy Steinberg) – 3:47
5. 嵐の中の静けさ - "Calm Inside the Storm" (C. Lauper, Rick Derringer) – 3:54
6. ホワッツ・ゴーイン・オン - "What's Going On" (Marvin Gaye, Renaldo Benson, Al Cleveland) – 4:43
7. アイコ・アイコ - "Iko Iko" (Rosa Lee Hawkins, Barbara Anne Hawkins, Joan Marie Johnson, Sharon Jones, Marilyn Jones, Boogaloo Joe Jones, Jesse Thomas) – 2:04
8. ザ・ファラウェイ・ニアバイ - "The Faraway Nearby" (C. Lauper, Tom Gray) – 2:59
9. 911 - "911" (C. Lauper, S. Lunt) – 3:16
10. ワン・トラック・マインド - "One Track Mind" (C. Lauper, J. Bova, Jimmy Bralower, Lennie Petze) – 3:42

### 35周年記念デジタル・エクスパンデッド・エディション・ボーナス・トラック
1. "Heading for the Moon" (C. Lauper, S. Lunt, Arthur Stead) - 3:18
2. "True Colors (Junior Vasquez Pride Mix)" (T. Kelly, B. Steinberg) – 13:35

## 参加ミュージシャン
- シンディ・ローパー - ボーカル、バッキング・ボーカル、アレンジ(all songs)
- ジェフ・ボヴァ（英語版） - キーボード、アレンジ(on #1, #3, #5, #8, #9, #10)
- ピーター・ウッド - キーボード(on #2, #3, #4, #5, #6)、シンセベース(on #7)、アレンジ(on #2, #4, #6, #9)
- ナイル・ロジャース - ギター(on #1)
- ジョン・マッカリー - ギター(on #2, #3, #4, #8, #9, #10)
- リック・デリンジャー - ギター(on #5, #8)
- エイドリアン・ブリュー - ギター、アレンジ(on #6)
- ロバート・ホームズ - ギター(on #6)
- ニール・ジェイソン - ベース(on #2, #4, #6, #9)
- ジミー・ブラロウアー - アレンジ(on #1, #2, #5, #7, #8, #9, #10)、ドラムマシン、パーカッション
- アントン・フィグ - ドラムス(on #2, #6)
- レニー・ペッツ - パーカッション(on #7)、バッキング・ボーカル(on #10)、アレンジ(on #3, #5, #6, #7, #10)
- バングルス - バッキング・ボーカル(on #1)
- ビリー・ジョエル - バッキング・ボーカル(on #2)
- アンジェラ・クレモンス＝パトリック - バッキング・ボーカル(on #4, #5)
- エリー・グリーンウィッチ - バッキング・ボーカル(on #5)
- エイミー・マン - バッキング・ボーカル(on #8)
- ピーウィー・ハーマン - ゲスト・オペレーター(on #9)
- スティーヴン・ブロートン・ラント - アレンジ(on #3)